# جوني بروير
جوني بروير (بالإنجليزية: Johnny Brewer)‏ هو لاعب كرة قدم أمريكية أمريكي، ولد في 8 مارس 1937 في فيكسبيرغ في الولايات المتحدة، وتوفي في 27 مايو 2011 في ماديسون في الولايات المتحدة.

## وصلات خارجية
- جوني بروير على موقع مرجع كرة القدم المحترفة.كوم (الإنجليزية)
- جوني بروير على موقع قاعة ميسيسيبي للمشاهير الرياضية (الإنجليزية)